# Platanthera hologlottis
Platanthera hologlottis là một loài thực vật có hoa trong họ Lan. Loài này được Maxim. miêu tả khoa học đầu tiên năm 1859.

## Hình ảnh

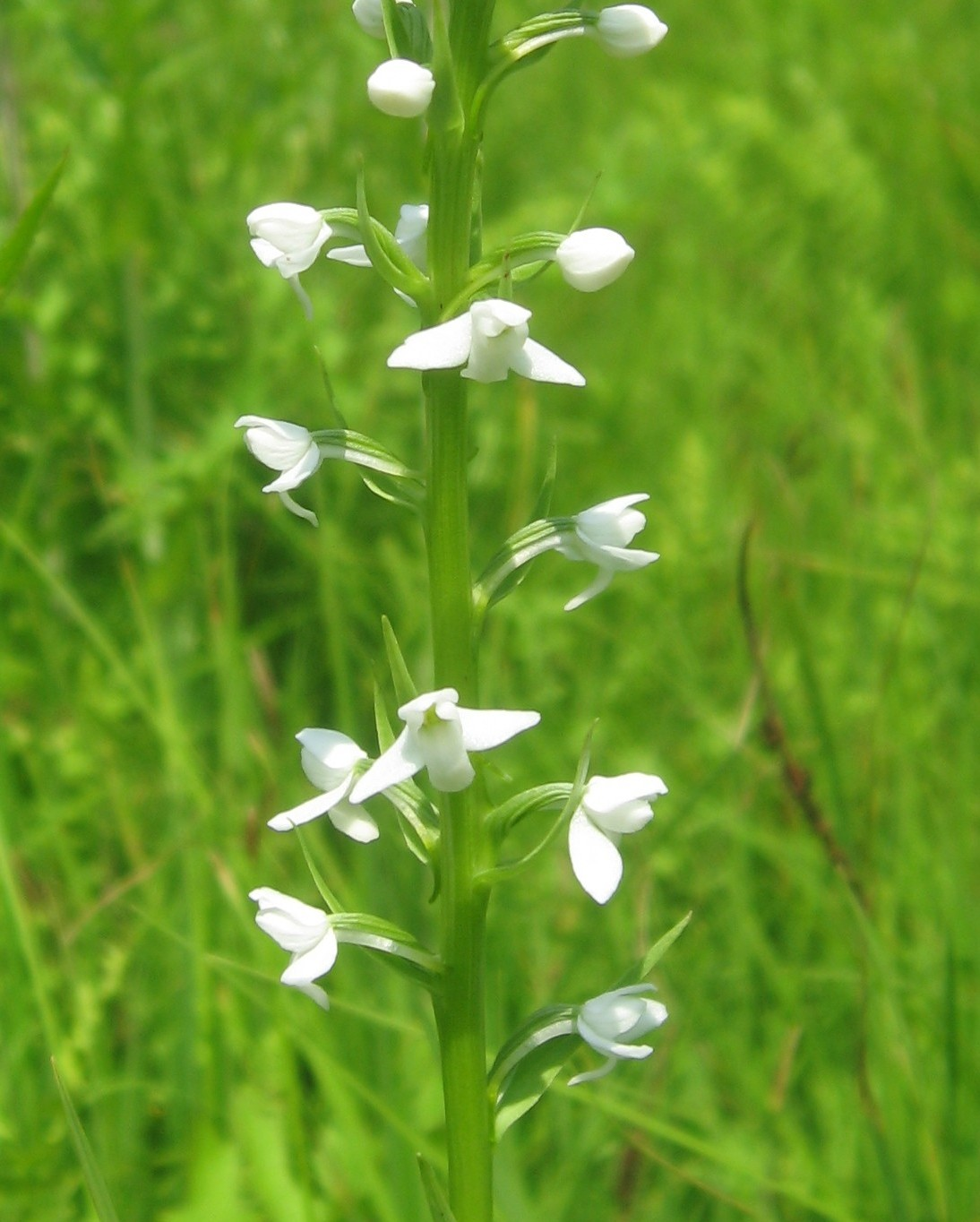
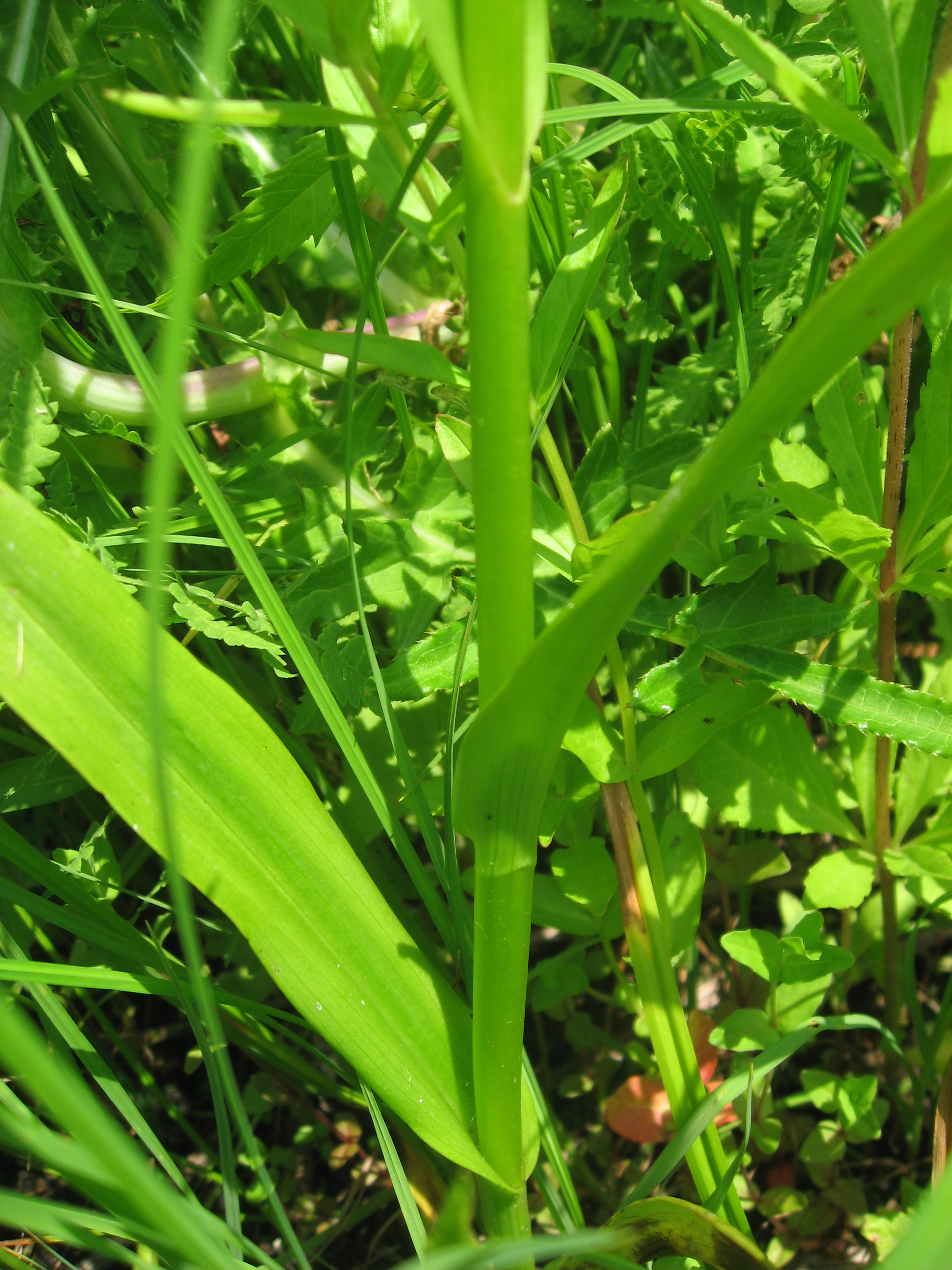